# Баландин, Илья Федосеевич
Илья Федосеевич Баландин (1834—1893) — русский гинеколог и акушер, директор Петербургского повивального института.

## Биография
Родился 4 (16) ноября 1834 года. Происходил из богатой купеческой семьи.
В 1853 году окончил Ларинскую гимназию. Затем учился в Медико-хирургической академии, которую окончил в 1859 году. Первоначально был определён сверхштатным ординатором родовспомогательного заведения Императорского воспитательного дома и, одновременно, с 1860 по 1862 годы был сверхштатным ординатором Елизаветинской детской больницы. 
В 1865 году был стал директором и главным врачом, открытых им в 1863 годуу, частной женской лечебницы и родильного дома, которые в 1868 году он был вынужден закрыть, потратив на них немало количество собственных средств. В 1871 году получил степень доктора медицины. 
В 1873 году он был определён вторым профессором и акушером Петербургского повивального института; в следующем году назначен исправляющим должность директора этого института, а через три года — утверждён директором; и в этой должности пробыл до своей смерти. Повивальный институт был любимым детищем Баландина. Приняв институт в своё заведование, он немедленно принялся за его переустройство и, пользуясь сочувствием Августейшей покровительницы института, Вел. Кн. Екатерины Михайловны, довольно быстро довёл до конца свои начинания. Были отстроены новые помещения для родильного отделения, для гинекологического и оперативного и для лазарета; образован штат ассистентов и введены некоторые другие улучшения. В своей практике и лекциях (он преподавал акушерство на женских врачебных курсах и на курсах для врачей, учрежденных в 1886 году) Баландин придерживался идей и взглядов Земмельвейса и создал новую школу, в основу которой положил принцип: «всё для больной». 
И. Ф. Баландин был членом Общества русских врачей и членом-учредителем Акушерско-гинекологического общества.
Умер 4 (16) августа 1893 года. Похоронен на Новодевичьем кладбище.

## Комментарии
1. ↑   В своей диссертации «О происхождении нормальных кривизн позвоночника у человека» он постарался путём многочисленных тщательных измерений и наблюдений над вырезанными позвоночными столбиками зародышей, новорожденных детей и взрослых изыскать физиологические причины происхождения нормальных кривизн, так как существовавшие до того объяснения не только не обнимали многих фактов, но и были построены на неверных анатомических данных. Из существующих трёх кривизн раньше всего, по Баландину, является грудная, затем шейная, наконец, поясничная, из которых две последние вызываются и поддерживаются мышечною деятельностью. На основании своей работы Баландин пришёл к выводу о вреде пеленания, которое считал «бессмысленным и вредным» обычаем.